# Saint-Narcisse-de-Beaurivage
Saint-Narcisse-de-Beaurivage är en kommun av typen socken (municipalité de paroisse) i provinsen Québec i Kanada. Den ligger i regionen Chaudière-Appalaches, i den sydöstra delen av landet, 400 km öster om huvudstaden Ottawa.